# Tema dels Tracesis
El tema dels Tracesis, en grec medieval θέμα Θρᾳκησίων Tema Trakesion, o més senzillament Θρᾳκήσιοι, Trakesioi, va ser un tema de l'Imperi Romà d'Orient situat a l'oest d'Anatòlia dins de l'actual Turquia. Va ser un dels més grans i més importants de l'imperi, governat per generals destacats, com ara Petrones, Miquel Lacanodrac, i Bardanes el Turc.

## Història
Com passa amb altres temes, la data exacta de la seva fundació no és coneguda. Es menciona per primera vegada l'any 711, quan un oficial de la turma (esquadró de cavalleria) dels Tracesis anomenat Cristòfol va ser enviat per l'emperador Justinià II contra el Quersonès. El primer estrateg del tema es devia nomenar cap a l'any 741. Sembla que el tema dels Tracesis va ser creada per una turma del Tema dels Anatòlics, i més endavant es va convertir en entitat diferenciada, a finals del segle vii o principis del segle viii.
Els temes es van formar al segle vii, a conseqüència de l'expansió de l'islam. Eren zones on acampaven els militars, les restes dels exèrcits de la zona Oriental de l'imperi. El tema dels Tracesis la va formar la resta de l'exèrcit del magister militum de la Regió de Tràcia.
El primer estrateg conegut d'aquesta tem va ser un tal Sisini, enviat per Constantí V Coprònim (r. 740-775) contra l'usurpador Artabasd (r. 741-743). Més tard, Sisini va ser cegat per ordre de l'emperador, sospitós de conspiració.
Durant el segle x, es va aturar l'amenaça àrab, i l'exèrcit del tema sembla que es van utilitzar per fer expedicions marítimes, com les que es van enviar contra l'Emirat de Creta els anys 911, 949 i 960.
El tema va ser breument conquerit per l'Imperi Seljúcida a finals de la dècada de 1070, però la major part del territori la va recuperar Joan Ducas, durant la Primera Croada a finals de la dècada del 1090. Joan II Comnè (r. 1118-1143) va restablir aquest tema com a unitat administrativa, però de menor extensió ja que va crear nous temes com ara Milasa i Melanoudion, sota el govern d'un dux, que tenia la capital a Filadelfia.
El tema dels Tracesis va ser un dels últims territoris de l'imperi a l'Àsia menor a caure a les mans dels Beilicats d'Anatòlia, i va tenir gran importància com a punt de contenció contra les seves incursions. A principis del segle xiv, el territori va quedar reduït a l'àrea d'Esmirna, fins que la ciutat va caure en mans del Beilicat d'Aydın-oğlu l'any 1330.